# 영국 대법원장
영국 대법원장(President of the Supreme Court of the United Kingdom)은 이전의 수석상임항소법관(Senior Lord of Appeal in Ordinary)을 대체하는 직위로 영국 대법원의 수장이다.  이전의 수석상임항소법관은 상임항소법관 중의 가장 최고지위에 있는 법관이었다. 영국 대법원장은 잉글랜드와 웨일스의 법관 중 가장 지위가 높은 사람이 아니며 그 지위는 영국 최고법관(Lord Chief Justice)이 가지고 있다.

## 같이 보기
- 영국 부대법원장
- 영국 대법원 판사
- 영국 최고법관